# هری ریچمن
هری ریچمن (انگلیسی: Harry Richman؛ ‏ ۱۰ اوت ۱۸۹۵ – ۳ نوامبر ۱۹۷۲) رهبر گروه ارکستر، نوازنده پیانو، موسیقی‌دان، خواننده، هنرمند رقص، کمدین، بازیگر و خلبان اهل ایالات متحده آمریکا بود.
از فیلم‌هایی که وی در آن‌ها نقش داشته‌است، می‌توان به بسیار شیک‌پوش اشاره نمود.